# トロント川
トロント川（トロントがわ、イタリア語: Tronto）は、イタリア中部を流れアドリア海に注ぐ河川。ラツィオ州、マルケ州、アブルッツォ州の3州を流れる。全長115km。
ラツィオ州リエーティ県のラーガ山地 (Monti della Laga) に源を発する。Monte Gorzanoが北の水源、カンポトスト湖 (Lake Campotosto) が南の水源となっている。水源域は、リエーティ県とテーラモ県・ラクイラ県（ともにアブルッツォ州）との境界にも近い。
トロント川はラーガ山地から北西方向に向かい、アマトリーチェ、スカンダレッロ湖 (Lago di Scandarello) を流れ、アックーモリ付近でアスコリ・ピチェーノ県（マルケ州）に入る。ここで川は北東方向に流れを変え、アルクアータ・デル・トロントを経て、アックアサンタ・テルメ、アスコリ・ピチェーノ、フォリニャーノを通過する。下流域ではアスコリ・ピチェーノ県（マルケ州）とテーラモ県（アブルッツォ州）との州境／県境を流れており、サンテジーディオ・アッラ・ヴィブラータ、カステル・ディ・ラーマ、スピネートリ、モンサンポーロ・デル・トロント、コロンネッラを流れる。最終的に、マルティンシクーロとポルト・ダスコリ（マルケ州アスコリ・ピチェーノ県サン・ベネデット・デル・トロント市）の間でアドリア海に注ぐ。